# Afrohister pycnurus
Afrohister pycnurus är en skalbaggsart som först beskrevs av G. Müller 1942.  Afrohister pycnurus ingår i släktet Afrohister och familjen stumpbaggar. Inga underarter finns listade i Catalogue of Life.